# Material dental

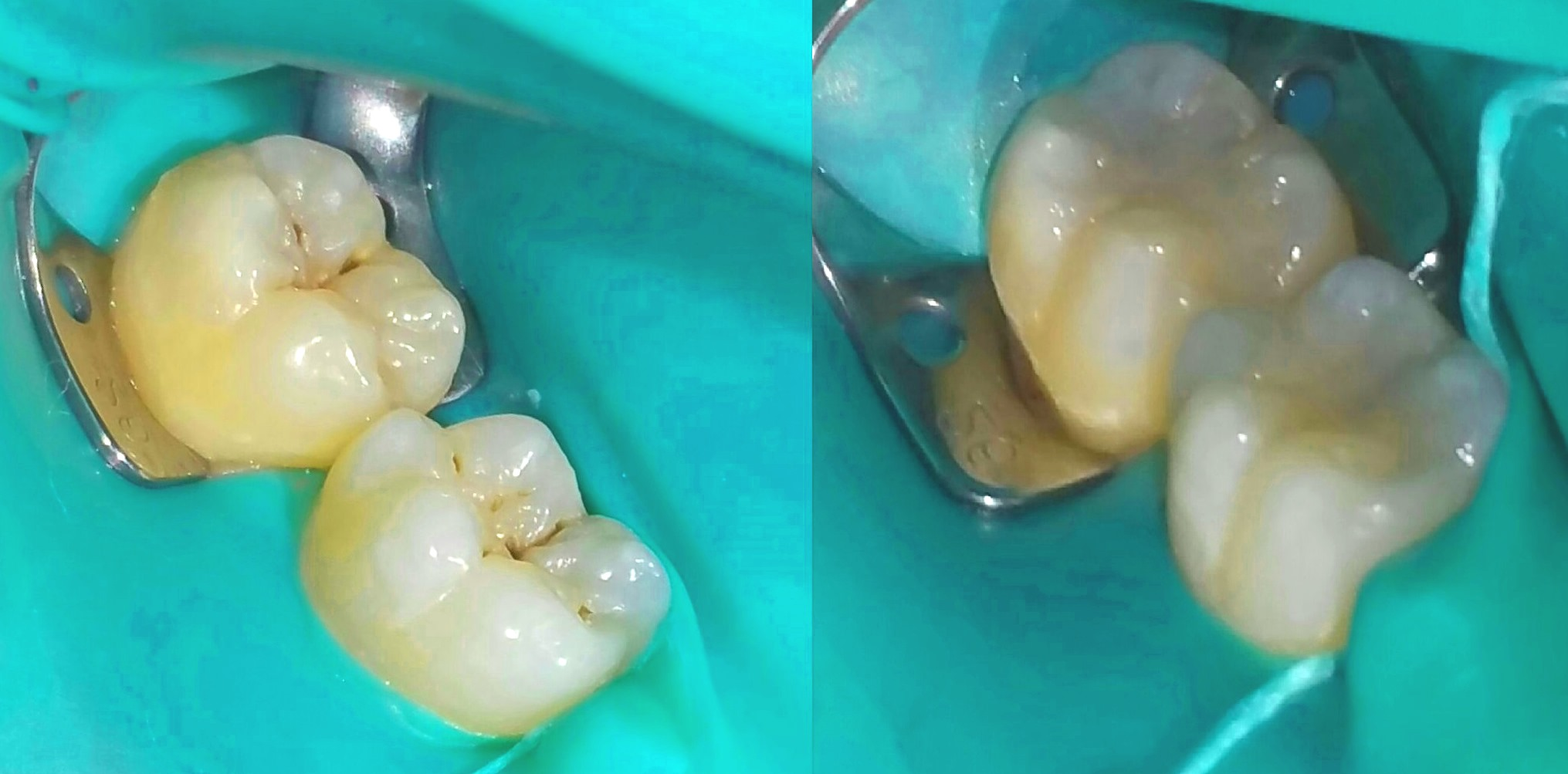
Empastament amb composite

Els materials dentals són materials fabricats especialment, dissenyats per al seu ús en odontologia . Hi ha molts tipus diferents de productes dentals, i les seves característiques varien segons el propòsit previst.

## Apòsits temporals
Un apòsit temporal és un empastament dental que no està pensat per durar a llarg termini. Són materials provisionals que poden tenir propietats terapèutiques. Un ús comú d'apòsits temporals es produeix si la teràpia del canal radicular es realitza durant més d'una cita. Entre cada visita, el sistema de canals pulpars s'ha de protegir de la contaminació de la cavitat bucal i es col·loca un farcit temporal a la cavitat d'accés. Alguns exemples inclouen:
- Òxid de zinc eugenol — bactericida, barat i fàcil d'eliminar. L'eugenol es deriva de l'oli de clau d' olor i té un efecte obtudant sobre la dent i disminueix el mal de queixal . És un material temporal adequat sempre que no hi hagi forces de mossegada. També està contraindicat si el material de restauració final és compost perquè l'eugenol afecta negativament el procés d'unió/ polimerització ;[1] també, quan s'aplica directament sobre el teixit pulpar, pot produir inflamació crònica i provocar necrosi pulpar.[2] Les marques inclouen Kalzinol i Sedanol.

## Ciments
Els ciments dentals s'utilitzen amb més freqüència per unir restauracions indirectes, com ara corones, a la superfície de la dent natural. Alguns exemples inclouen:
- Ciment d'òxid de zinc : s'aut-ajusta i s'endureix en contacte amb la saliva. Exemples de marques: Cavit, Coltosol.
- Ciment de fosfat de zinc
- Ciment de policarboxilat de zinc : s'adhereix a l'esmalt i a la dentina . Exemple de marca: PolyF.
- Ciment de ionòmer de vidre
- Ciment basat en resina
- Ciment basat en coure

## Materials d'emmotllament
Els motlles dentals són empremtes negatives de dents i teixits tous orals a partir de les quals es pot emetre una representació positiva. S'utilitzen en prostodòncia (per fer dentadures ), ortodòncia, odontologia restauradora, implantologia dental i cirurgia oral i maxil·lofacial . :136–137
Com que els retalls dels teixits tous dels pacients poden ser poc profunds o profunds, els materials d'emmotllament varien en la seva rigidesa per obtenir una impressió precisa. Els materials rígids s'utilitzen amb pacients amb socavacions poc profundes, mentre que els materials elàstics s'utilitzen amb pacients amb socavacions profundes, ja que el material ha de ser prou flexible per arribar al punt final del socavat.
Els materials d'emmotllament estan dissenyats per ser líquids o semisòlids quan es barregen per primera vegada, i després dur-se en pocs minuts, deixant empremtes d'estructures orals.
Els materials d'emmotllament dental habituals inclouen alginat de sodi, polièter i silicones . Històricament, s'utilitzava el plâtre de París, l'òxid de zinc, l'eugénol i l'agar .

## Materials de revestiment
Els materials de revestiment dental s'utilitzen durant les restauracions de grans cavitats i es col·loquen entre l'estructura de la dent restant i el material de restauració. El propòsit d'això és protegir els túbuls dentinals i la polpa sensible, formant una estructura semblant a una barrera. Després de perforar la càries de la dent, el dentista aplica una capa fina (aproximadament 1/2 mm) a la base de la dent, seguida de fotopolimerització. Es pot aplicar una altra capa si la cavitat és molt gran i profunda.
Hi ha moltes funcions als materials de revestiment dental, algunes de les quals s'enumeren a continuació:
- ls materials de revestiment protegeixen la dent feble de la hipersensibilitat postoperatòria, reduint el malestar del pacient i permetent que la dent es curi a un ritme més ràpid després del procediment.[5]
- Alguns materials de restauració dental, com els monòmers acrílics en materials a base de resina i l'àcid fosfòric en materials de silicat, poden provocar efectes tòxics i irritables a la polpa. Els materials de revestiment protegeixen la dent d'aquests irritants.[5]
- Els materials de revestiment serveixen com a capa aïllant de la polpa de la dent dels canvis bruscos de temperatura quan el pacient[6] pren aliments calents o freds, protegint-los del dolor potencial derivat de la conductivitat tèrmica .[6]
- Els materials de revestiment són elèctricament aïllants, evitant la corrosió per cèl·lula galvànica on dos metalls diferents (per exemple, or o amalgama ) es col·loquen l'un al costat de l'altre.[6]

### Tipus
Hidròxid de calci
L'hidròxid de calci té una resistència a la compressió relativament baixa i una consistència viscosa, cosa que dificulta l'aplicació a cavitats en seccions gruixudes. Una tècnica comuna per superar aquest problema és aplicar un subrevestiment prim d'hidròxid de calci i després acumular-lo amb fosfat de zinc abans de la condensació de l'amalgama. Això genera un ambient de pH relativament alt al voltant de la zona que envolta el ciment a causa de la fuita d'hidròxid de calci, fent-lo bactericida.
També té un efecte únic d'iniciar la calcificació i estimular la formació de dentina secundària, a causa d'un efecte d'irritació dels teixits de la polpa pel ciment.
L'hidròxid de calci és radioopac i actua com un bon aïllament tèrmic i elèctric. Tanmateix, a causa de la seva baixa resistència a la compressió, és incapaç de suportar l'empaquetament d'amalgama; Per contrarestar-ho, s'ha de col·locar un material de base de ciment fort.
Els revestiments a base de silicat de calci s'han convertit en alternatives a l'hidròxid de calci i són preferits pels professionals per les seves propietats bioactives i de segellat; el material desencadena una resposta biològica i dóna lloc a la formació d'unió amb el teixit. S'utilitzen habitualment com a agents de cobertura de polpa i materials de revestiment per a materials de farciment a base de silicats i resina.

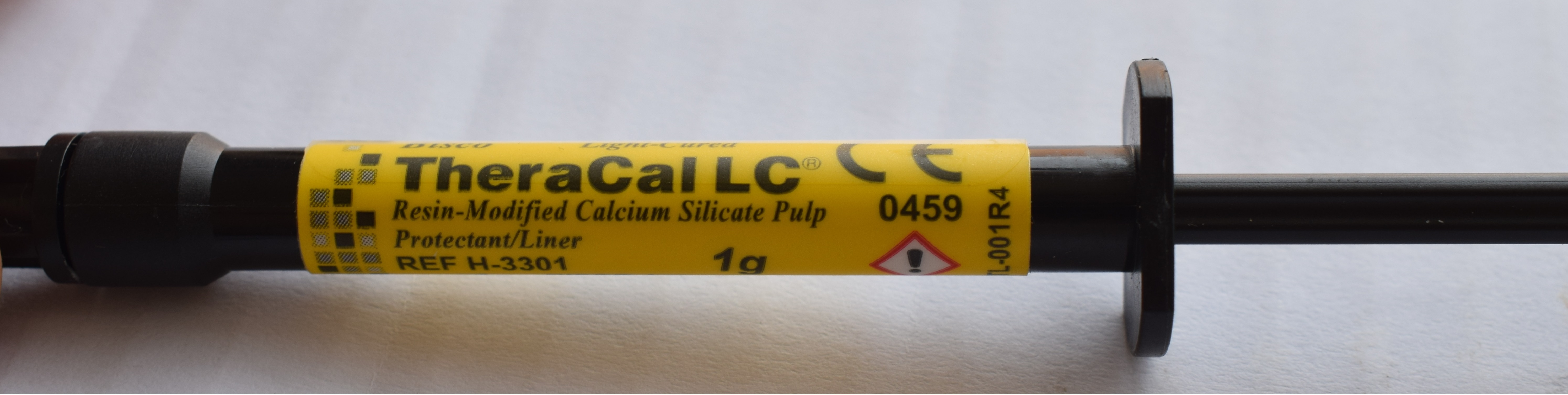
Revestiment de silicat de calci utilitzat com a material de cobertura de polpa

Normalment es subministra com a dues pastes, una de salicilat de glicol i una altra pasta que conté òxid de zinc amb hidròxid de calci. En barrejar, es forma un compost quelat. També hi ha disponibles versions activades per llum; aquests contenen activadors de polimerització, metacrilat d'hidroexietil, dimetacrilat que quan s'activa la llum donarà lloc a una reacció de polimerització d'un monòmer de metacrilat modificat.
Ciment policarboxilat
El ciment de policarboxilat té la resistència a la compressió per resistir la condensació d'amalgama. És àcid, però menys àcid que els ciments de fosfat perquè té un pes molecular més elevat i l'àcid poliacrílic és més feble que l'àcid fosfòric . Forma un fort enllaç amb la dentina i l'esmalt, el que li permet formar un segell coronal. A més, és un aïllant elèctric i tèrmic alhora que allibera fluor, el que el fa bacteriostàtic . També és radioopac, el que el converteix en un excel·lent material de revestiment.
S'ha de tenir cura en la manipulació d'aquest material, ja que té un fort vincle amb els instruments d'acer inoxidable un cop endureix.
El ciment de policarboxilat s'utilitza habitualment com a agent de cement o com a material de base de cavitat. No obstant això, acostuma a ser gomosa durant la seva reacció de fixació i s'adhereix als instruments d'acer inoxidable, de manera que la majoria dels operadors prefereixen no utilitzar-lo en cavitats profundes.
Normalment es subministra com una potència que conté òxid de zinc i un líquid que conté àcid poliacrílic aquós. La reacció consisteix en una reacció àcid-base amb l'òxid de zinc que reacciona amb els grups àcids del poliàcid. Això forma un producte de reacció de nuclis d'òxid de zinc sense reaccionar units per una matriu de sal, amb cadenes d'àcid poliacrílic entrecreuades amb ions de zinc.
ionòmer de vidre
El ionòmer de vidre (GI) té la resistència a la compressió i la tracció més forta de tots els revestiments, de manera que pot suportar la condensació d'amalgama en zones de suport d'alta tensió, com ara cavitats de classe II. GI s'utilitza com a material de revestiment, ja que és molt compatible amb la majoria de materials de restauració, aïlla tèrmicament i elèctricament i s'adhereix a l'esmalt i la dentina. El revestiment GI conté vidre de mides de partícules més petites en comparació amb la seva barreja restauradora adhesiva, per permetre la formació d'una pel·lícula més fina. Algunes variacions també són radiopaques, cosa que les fa bones per a la detecció de cavitats de raigs X. A més, l'IG és bacteriostàtic a causa del seu alliberament de fluor dels nuclis de vidre no reaccionats.
Els GI s'utilitzen generalment com a material de revestiment per a resines compostes o com a agents d'enganxament per a bandes d'ortodòncia.
La reacció és una reacció àcid-base entre pols de vidre de silicat de calci-alumini i àcid poliacrílic. Es presenten en pols i líquid que es barregen en un coixinet o en càpsules que són d'un sol ús. Els GI modificats amb resina contenen un fotoiniciador (generalment canforquinona ) i una amida, i es fotopolimeritzen amb una unitat de fotopolimerització LED. La presa es produeix mitjançant una combinació de reacció àcid-base i polimerització activada químicament.
Eugenol d'òxid de zinc
L'òxid de zinc eugenol té la resistència a la compressió i la tracció més baixa dels revestiments, per la qual cosa el seu ús es limita a àrees petites o que no suporten tensions, com ara cavitats de classe V. Aquest revestiment de cavitat s'utilitza sovint amb una base d'alta resistència per proporcionar resistència, rigidesa i aïllament tèrmic. L'òxid de zinc eugenol es pot utilitzar com a revestiment en cavitats profundes sense causar danys a la polpa, a causa del seu efecte obtudant sobre la polpa, així com les seves propietats bactericides a causa del zinc. Tanmateix, l'eugenol pot tenir un efecte sobre els materials de farciment a base de resina, ja que interfereix amb la polimerització i ocasionalment provoca decoloració. Per tant, cal tenir precaució quan s'utilitzen tots dos en tàndem. També és radioopac, permetent que els farcits siguin visibles pels raigs X.
L'òxid de zinc eugenol s'utilitza generalment com a agent de farciment/enganxament temporal a causa de la seva baixa resistència a la compressió que fa que s'elimini fàcilment, o com a revestiment per a l'amalgama, ja que és incompatible amb les resines compostes.
Es subministra com un sistema de dues pastes. La mateixa longitud de dues pastes es distribueixen en un bloc de paper i es barregen.

## Materials de restauració

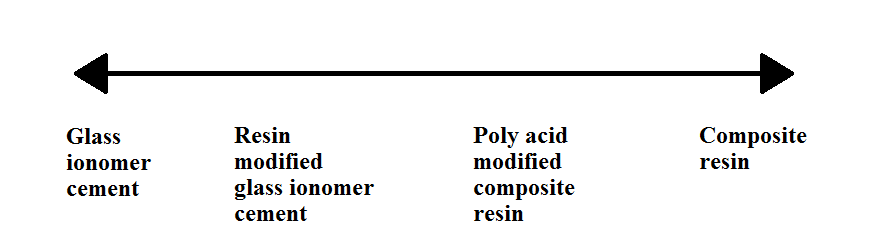
Ciment de ionòmer de vidre - espectre de resina composta de materials de restauració utilitzats en odontologia. Cap a l'extrem GIC de l'espectre, hi ha un alliberament creixent de fluor i un contingut àcid-base creixent; cap a l'extrem de resina composta de l'espectre, hi ha un percentatge de fotopolimerització creixent i una major resistència a la flexió.

Els materials de restauració dental s'utilitzen per substituir la pèrdua de l'estructura de la dent, generalment a causa de la càries dental (caries), però també del desgast de les dents i del trauma dental . En altres ocasions, aquests materials es poden utilitzar amb finalitats estètiques per alterar l'aspecte de les dents d'una persona.
Hi ha molts reptes per a les propietats físiques del material de restauració dental ideal. El material ideal seria idèntic a l'estructura de la dent natural en resistència, adherència i aparença. Les propietats d'aquest material es poden dividir en quatre categories: propietats físiques, biocompatibilitat, estètica i aplicació.
- Les propietats físiques dels bons materials de restauració inclouen una baixa conductivitat tèrmica i expansió, resistència a diferents categories de forces i desgast, com ara el desgast i l'abrasió, i la resistència a l'erosió química. També ha d'haver una bona força d'unió a la dent. Les forces i condicions masticatòries quotidianes s'han de suportar sense fatiga material.

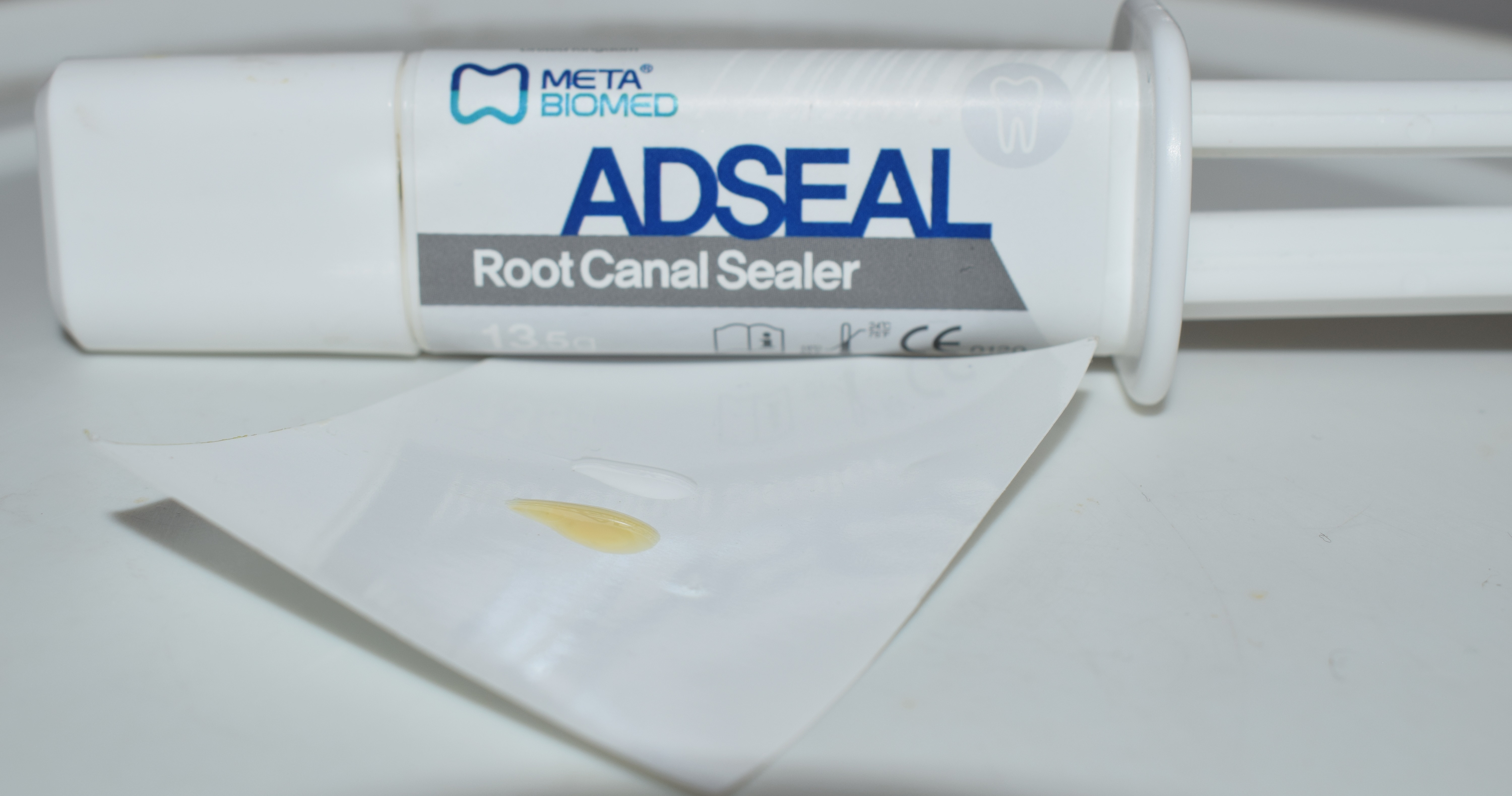
Segellador de conductes radiculars utilitzat en teràpia endodòncia

- Segellador de conductes radiculars utilitzat en teràpia endodòncia La biocompatibilitat fa referència a la coexistència del material amb l'equilibri biològic dels sistemes dentals i corporals. Com que els empastaments estan en estret contacte amb la mucosa, la dent i la polpa, la biocompatibilitat és molt important. Els problemes habituals amb alguns dels materials dentals actuals inclouen fuites químiques del material, irritació pulpar i, menys freqüentment, reaccions al·lèrgiques. Cal tenir en compte alguns dels subproductes de les reaccions químiques durant les diferents etapes d'enduriment del material.
- La radiopacitat dels materials dentals és una propietat important que permet distingir les restauracions de les dents i les estructures circumdants, avaluar l'absorció dels materials a l'estructura òssia i detectar la dissolució del ciment o altres fallades que puguin causar danys al pacient. Els ciments, els compostos, els segelladors d'endodòncia, els empelts ossis i les resines acríliques es beneficien de l'addició de materials radioopacs.[19] Alguns exemples d'aquests materials inclouen l'òxid de zinc, el diòxid de zirconi, el diòxid de titani, el sulfat de bari i el fluorur d'iterbi (III) .[20][21][22]
- Idealment, els materials de farciment haurien de coincidir amb l'estructura de la dent circumdant en ombra, translucidència i textura.
- Els operadors dentals requereixen materials que siguin fàcils de manipular i de donar forma, on la química de les reaccions que hagi de produir-se sigui previsible o controlable.

### Materials de restauració directa
Les restauracions directes són aquelles que es col·loquen directament a la cavitat d'una dent i es donen forma per adaptar-se. La química de la reacció de fixació dels materials de restauració directe està dissenyada per ser més compatible biològicament. La calor i els subproductes generats no poden danyar la dent o el pacient, ja que la reacció ha de tenir lloc en contacte amb la dent durant la restauració. Això en última instància limita la resistència dels materials, ja que els materials més durs necessiten més energia per manipular-los. El tipus de material de farciment utilitzat té un efecte menor en la durada. La majoria dels estudis clínics indiquen que les taxes anuals de fracàs (AFR) estan entre l'1% i el 3% amb empastaments de color de les dents a les dents posteriors. Les dents tractades amb canal d'arrels (endodònciament) tenen AFR entre un 2% i un 12%. Els principals motius del fracàs són les càries que es produeixen al voltant de l'obturació i la fractura de la dent real. Aquests estan relacionats amb el risc de caries personal i factors com el triturar les dents ( bruxisme ).

#### Amalgama
L'amalgama és un material de farciment metàl·lic compost per una barreja de mercuri (del 43% al 54%) i un aliatge en pols fet principalment de plata, estany, zinc i coure, comunament anomenat aliatge d'amalgama. L'amalgama no s'adhereix a l'estructura de la dent sense l'ajuda de ciments o l'ús de tècniques que bloquegen l'obturació, utilitzant els mateixos principis que una unió de cua de milano .
L'amalgama encara s'utilitza àmpliament a moltes parts del món a causa de la seva rendibilitat, força superior i longevitat. Tanmateix, el color metàl·lic no és estèticament agradable i contínuament apareixen alternatives de color de dents amb propietats cada cop més comparables. A causa de la toxicitat coneguda del mercuri, hi ha certa controvèrsia sobre l'ús d'amalgames . El govern suec va prohibir l'ús d'amalgama de mercuri el juny de 2009. La investigació ha demostrat que, tot i que l'ús d'amalgama és controvertit i pot augmentar els nivells de mercuri en el cos humà, aquests nivells estan per sota dels nivells de seguretat establerts per l'Organització Mundial de la Salut i l'Agència de Protecció del Medi Ambient dels EUA. Tanmateix, hi ha determinades subpoblacions que, per variabilitats genètiques heretades, són més sensibles al mercuri que aquests nivells llindar. Poden experimentar efectes adversos causats per la restauració de l'amalgama, inclosos els defectes neuronals causats per un processament deteriorat dels neurotransmissors .

#### Compòsit de resina

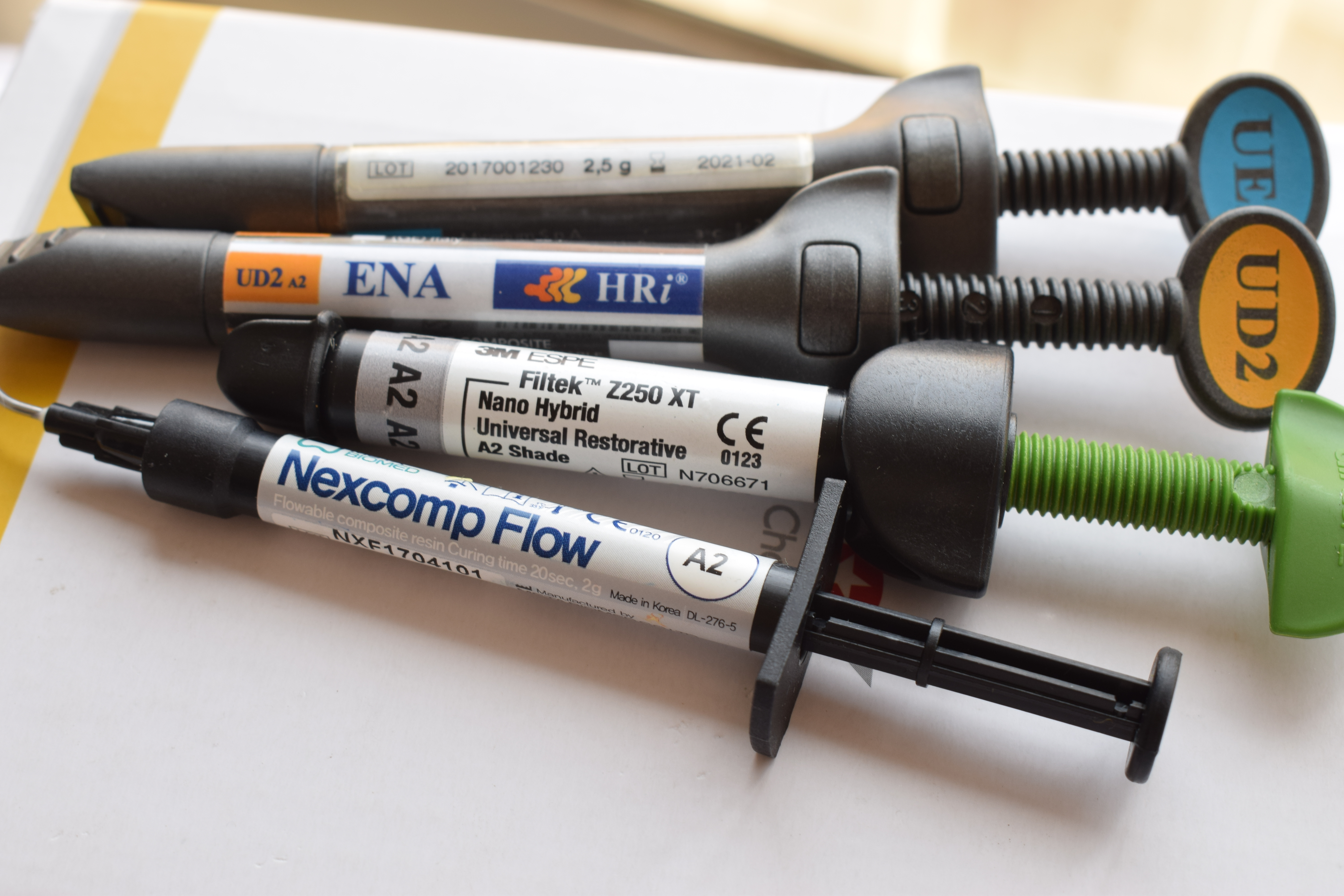
Tons d'esmalt i dentina de compost. Un altre color universal A2 per a restauracions directes i indirectes i composite fluid.

Els empastaments de resina composta (també anomenats empastaments blancs) són una barreja de nanopartícules o de vidre en pols i resina de plàstic, i es poden fer per semblar l'aspecte de la dent natural. Encara que estèticament superiors als farcits d'amalgama, els farcits de resina composta solen ser més cars. Les resines a base de Bis-GMA contenen Bisfenol A, una substància química disruptor endocrí conegut, i poden contribuir al desenvolupament del càncer de mama . No obstant això, no hi ha cap risc afegit de lesions renals o endocrines a l'hora d'escollir restauracions de compost per sobre d'amalgames. Els materials basats en PEX no contenen bisfenol A i són el material menys citotòxic disponible.
La majoria de les resines compostes modernes són fotopolímers fotopolimeritzats, el que significa que s'endureixen amb l'exposició a la llum. Després es poden polir per aconseguir els màxims resultats estètics. Les resines compostes experimenten una quantitat molt petita de contracció en curar-se, fent que el material s'allunyi de les parets de la preparació de la cavitat. Això fa que la dent sigui lleugerament més vulnerable a microfiltracions i càries recurrents. Les microfiltracions es poden minimitzar o eliminar amb tècniques de manipulació adequades i una selecció de material adequada.
En algunes circumstàncies, l'ús de resina composta permet eliminar menys de l'estructura de la dent en comparació amb altres materials dentals com l'amalgama i els mètodes indirectes de restauració. Això es deu al fet que les resines compostes s'uneixen a l'esmalt (i també a la dentina, encara que no tan bé) mitjançant un enllaç micromecànic. Com que la conservació de l'estructura de la dent és un ingredient clau en la conservació de les dents, molts dentistes prefereixen col·locar materials com el compost en comptes d'empastaments d'amalgama sempre que sigui possible.
Generalment, els empastaments compostos s'utilitzen per omplir una lesió cariosa que afecti zones molt visibles (com els incisius centrals o qualsevol altra dent que es pugui veure en somriure) o quan la conservació de l'estructura de la dent és una prioritat.
La unió de la resina composta a la dent es veu especialment afectada per la contaminació per humitat i la neteja de la superfície preparada. Es poden seleccionar altres materials en restaurar les dents on les tècniques de control de la humitat no són efectives.

#### Ciment de ionòmer de vidre
El concepte d'utilitzar materials "intel·ligents" en odontologia ha cridat molt l'atenció en els últims anys. Els ciments de ionòmer de vidre (GIC) convencionals tenen moltes aplicacions en odontologia. Són biocompatibles amb la polpa dental fins a cert punt. Clínicament, aquest material es va utilitzar inicialment com a biomaterial per substituir els teixits ossis perduts del cos humà.
Els farcits GIC són una barreja de vidre i un àcid orgànic.
La preparació de la cavitat d'un farciment GIC és la mateixa que una resina composta. Els GIC s'estableixen químicament mitjançant una reacció àcid-base. En barrejar els components del material, no es necessita fotopolimerització per endurir el material un cop col·locat a la preparació de la cavitat. Després del conjunt inicial, els GIC encara necessiten temps per fixar-se i endurir-se completament.
An advantage of GICs compared to other restorative materials is that they can be placed in cavities without any need for bonding agents. Another advantage is that they are not subject to shrinkage and microleakage, as the bonding mechanism is an acid-base reaction and not a polymerization reaction. Additionally, GICs contain and release fluoride, which is important to prevent carious lesions. As GICs release their fluoride, they can be "recharged" by the use of fluoride-containing toothpaste; this means they can be used to treat patients at high risk of caries.
Tot i que són del color de les dents, els GIC varien en translucidència i el seu potencial estètic no és tan gran com el de les resines compostes. Les formulacions més noves que contenen resines fotocurables poden aconseguir un resultat estètic més gran, però no alliberen fluor com els GIC convencionals.
El desavantatge més important dels GIC és la manca de força i duresa adequades. Per millorar les propietats mecàniques del GIC convencional, s'han comercialitzat ionòmers modificats amb resina. Els GIC solen ser febles després de fixar-se i no són estables a l'aigua; tanmateix, es fan més forts amb la progressió de les reaccions i es tornen més resistents a la humitat.
Les noves generacions de GIC tenen com a objectiu regenerar teixits; utilitzen materials bioactius en forma de pols o solució per induir la reparació local dels teixits. Aquests materials alliberen agents químics en forma d'ions dissolts o factors de creixement com la proteïna morfogenètica òssia, que estimula les cèl·lules activades.
Els GIC són tan cars com la resina composta. Els farcits no es desgasten tan bé com els farcits de resina composta, però generalment es consideren bons materials per utilitzar-los per a la càries arrel i per als segelladors.

#### Ciment de ionòmer de vidre modificat amb resina (RMGIC)
Una combinació de ionòmer de vidre i resina composta, aquests farcits són una barreja de vidre, un àcid orgànic i monòmers de resina que s'endureixen quan es polimeritza per llum (polimerització activada per llum a més de la reacció àcid-base dels GIC convencionals). El cost és similar al de la resina composta. S'aguanta millor que el GIC, però no tan bé com la resina composta, i no es recomana per a mossegar superfícies de dents adultes o quan no es pot controlar la humitat.
En general, els RMGIC poden aconseguir un millor resultat estètic que els GIC convencionals, però no tan bo com els compostos purs.

#### Compòmers
Una altra combinació de resina composta i tecnologia GIC, els compòmers estan formats essencialment per farciment, monòmer de dimetacrilat, resina difuncional, fotoactivador i iniciador i monòmers hidròfils. El farciment disminueix la proporció de resina i augmenta la resistència mecànica, així com millora l'aspecte del material.
Tot i que els compòmers tenen millors propietats mecàniques i estètiques que RMGIC, tenen alguns inconvenients que limiten les seves aplicacions:
- Els compòmers tenen propietats de desgast més febles.
- No s'adhereixen al teixit dental a causa de la presència de resina, que pot fer que es redueixi amb la polimerització. Per tant, necessiten materials d'unió.
- Alliberen nivells baixos de fluor, de manera que no poden actuar com a reservori de fluor.
- Tenen una alta susceptibilitat a la tinció; l'absorció de líquid oral fa que mostrin taques poc després de la col·locació.

A causa de les seves propietats mecàniques relativament més febles, els compomers no són aptes per a restauracions que suportin tensions, però es poden utilitzar en la dentició temporal on es preveuen càrregues més baixes.

#### Cermets
Els cermets dentals, també coneguts com a cermets de plata, es van crear per millorar la resistència al desgast i la duresa dels ciments de ionòmer de vidre afegint plata . Els seus altres avantatges són que s'adhereixen directament al teixit dental i són radioopacs, cosa que ajuda a identificar la càries secundària quan es prenen futures radiografies .
Tanmateix, els cermets tenen una estètica més pobre, semblant metàl·lics en lloc de blancs. També tenen una resistència a la compressió, una resistència a la flexió i una solubilitat similars a les dels GIC, alguns dels principals factors limitants d'ambdós materials. A més, el seu alliberament de fluor és més pobre que el dels GIC. Els estudis clínics han demostrat que els cermets funcionen malament. Tots aquests inconvenients van provocar la disminució de l'ús d'aquest material de restauració.

### Materials de restauració indirecta

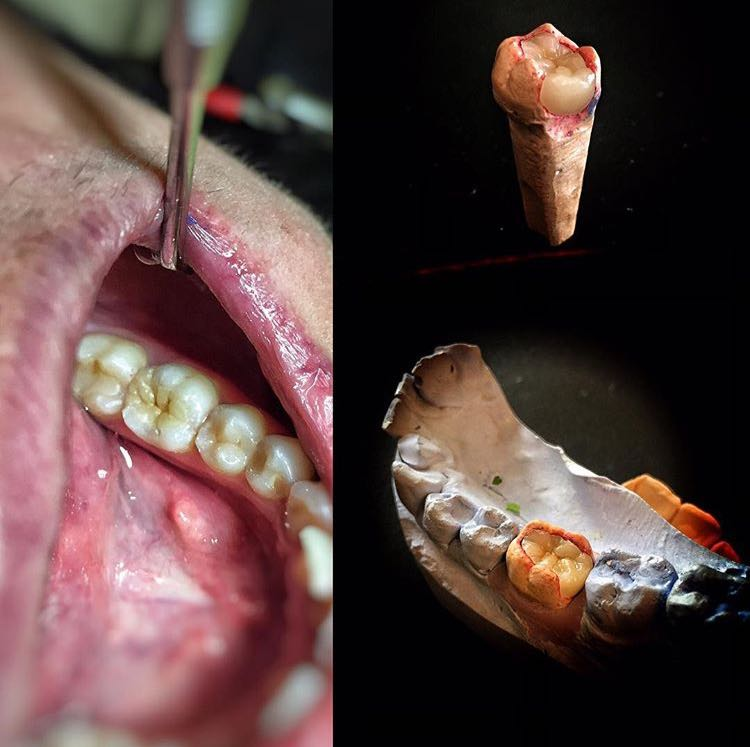
Una restauració indirecta fabricada (incrustació) feta de porcellana

An indirect restoration is one where the teeth are first prepared, then an impression is taken and sent to a dental technician who fabricates the restoration according to the dentist's prescription.

#### Porcellana
Els empastaments de porcellana són durs, però poden causar desgast a les dents oposades. La seva duresa i rigidesa els permet resistir les forces d'abrasió i són bones estèticament, ja que imiten l'aspecte de les dents naturals. :91–92No obstant això, també són trencadissos i no sempre es recomana per a farciments molars . :91–92Els materials de porcellana es poden reforçar remullant el material cuit en sal fosa per permetre l'intercanvi d'ions de sodi i potassi a la superfície; això crea amb èxit esforços de compressió a la capa exterior, controlant el refredament després de la cocció i mitjançant l'ús d'insercions d'alúmina pura, un nucli d'alúmina o pols d'alúmina, ja que actuen com a taps d'esquerdes i són altament compatibles amb la porcellana. :91–92

#### Materials compostos dentals
Els compòsits dentals de color de les dents s'utilitzen com a farciment directe o com a material de construcció per a una incrustació indirecta. Normalment es polimeritzen amb llum blava halògena.

#### Partícules nanoceràmiques
Les partícules <b id="mwAc0">nanoceràmiques</b> incrustades en una matriu de resina són menys fràgils i, per tant, tenen menys probabilitats de trencar-se o trencar-se que els farcits indirectes de ceràmica total. Absorbeixen el xoc de mastegar més com les dents naturals, i més com les obturacions de resina o d'or, que les de ceràmica; al mateix temps són més resistents al desgast que els farcits indirectes totalment de resina. Estan disponibles en blocs per utilitzar-los amb sistemes CAD/CAM .

#### Empastamentsd'or
Els empastaments d'or tenen una durabilitat excel·lent, es desgasten bé i no causen un desgast excessiu a les dents oposades, però condueixen la calor i el fred, així que poden ser irritants. Hi ha dues categories: farcits d'or fos (incrustacions i onlays d'or) fets amb or de 14 o 18 kt, i làmines d'or fetes amb or pur de 24 kt que es bruneixen capa per capa. Durant anys, s'han considerat el referent dels materials dentals restauradors. No obstant això, els avenços recents en les porcellanes dentals i l'atenció dels consumidors als resultats estètics han fet que la demanda dels empastaments d'or baixi.tanmateix , tot i que poden ser bastant cars, duren molt de temps, el que significa que les restauracions d'or, a la llarga, són menys costoses. No és estrany que una corona d'or duri 30 anys.

### Altresempastamentshistòrics
Els empastaments de plom es van utilitzar al segle XVIII, però es van fer impopulars al segle XIX per la seva suavitat. Això va ser abans que es conegués l'enverinament per plom.
Segons els manuals dentals de l'època de la guerra civil nord-americana, des de principis del segle XIX els empastaments metàl·lics s'havien fet de plom, or, estany, platí, plata, alumini o amalgama . Es va enrotllar un pellet una mica més gran que la cavitat, es va condensar al seu lloc amb instruments, després es va donar forma i es va polir a la boca del pacient. Normalment, el farcit es deixava "alt", amb la condensació final -"aixafar"- es produïa mentre el pacient mastegava els aliments. La làmina d'or va ser el material de farciment més popular durant la Guerra Civil. L'estany i l'amalgama també eren populars a causa del menor cost, però es tenien menys consideració.
En una enquesta de les pràctiques dentals a mitjans del segle XIX es van analitzar els empastaments dentals trobats a les restes de set soldats confederats de la Guerra Civil. Estaven fets de:
- Làmina d'or: preferida per la seva durabilitat i seguretat.
- Platí: poques vegades s'utilitza perquè era massa dur, inflexible i difícil de formar paper d'alumini.
- Alumini: fallat per la seva falta de mal·leabilitat però s'ha afegit a algunes amalgames.
- Estany i ferro: es creu que va ser un material de farciment molt popular durant la Guerra Civil. Es recomanava paper d'estany quan el pacient demanava un material més barat que l'or, però es va desgastar ràpidament; encara que es pogués substituir de manera econòmica i ràpida, hi havia la preocupació, concretament de Chapin A. Harris, que s'oxidés a la boca i provoqués una recurrència de càries. A causa de l'ennegriment, només es recomanava l'estany per a les dents posteriors .
- Tori : la radioactivitat de l'element era desconeguda en aquell moment, i probablement el dentista pensava que treballava amb estany.
- Barreja de plom i tungstè: probablement de perdigons d'escopeta. El plom poques vegades s'utilitzava al segle XIX, ja que és tou i es desgasta ràpidament per la masticació, i tenia efectes nocius per a la salut coneguts.

### Polímers acrílics
Els acrílics s'utilitzen en la fabricació de pròtesis dentals, dents artificials, safates d'impressió, aparells maxil·lofacials/ortodòntics i restauracions temporals (provisionals) . No es poden utilitzar com a materials d'obturació dental perquè poden provocar pulpitis i periodontitis, ja que poden generar calor i àcids durant el fraguat i, a més, es redueixen.

### Falla de les restauracions dentals
Els farcits tenen una vida útil finita; els compostos semblen tenir una taxa de fallada més alta que l'amalgama durant cinc o set anys. El fet de mantenir les dents netes i evitar les càries és probablement un factor més important que el material escollit per a la restauració.

### Avaluació i regulació de materials dentals
El Nordic Institute of Dental Materials (NIOM) realitza diverses proves per avaluar els productes dentals als països nòrdics . A la Unió Europea, els materials dentals estan classificats com a dispositius mèdics segons la Directiva de dispositius mèdics . Als EUA, la Food and Drug Administration és l'organisme regulador dels productes dentals.